# Notepad GNU
Notepad GNU — свободный текстовый редактор с открытым исходным кодом для Windows, разработанный для программистов и обычных пользователей.
Текстовый редактор базируется на компоненте SynEdit и распространяется под лицензией GNU General Public License.

## Возможности
- подсветка синтаксиса;
- редактирование файлов размером более 64K;
- поддержка транслитерации и инвертации слов;
- блочное выделение текста;
- закладки;
- экспорт синтаксиса в файл;
- хороший инструментарий для работы с буфером обмена, текстом и строками;
- поиск слов в популярных поисковых системах Google, Yandex, Aport, Nigma, Webalta, Mail, Bing и других, или в свободной энциклопедии Википедии;
- HTML-теги;
- запись и воспроизведение макросов;
- определение, а также редактирование файлов с атрибутом «только чтение»;
- таблица символов;
- окно-контейнер, состоящее из 4 буферов обмена;
- автосохрание документа в определённый интервал времени;
- интеграция в Total Commander (просмотр по F3, правка по F4), Internet Explorer, Windows Explorer;
- режим печати WYSIWYG, который позволяет при печати листинга сохранять подсветку кода;
- поддержка языковых модулей;
- многоуровневый откат действий;
- печать и предпросмотр.

## Подсветка синтаксиса
Assembler, AWK,  C#, C++, COBOL, CPM, CSS, Fortran, FoxPro, Galaxy, Haskell, HTML, .ini, Inno, Java, JavaScript, M3, MS DOS Bat, Pascal, Perl, PHP, Python, Ruby, SDD, SML, SQL, ST, TeX, Unreal, URI, VBScript, Visual Basic, XML и другие.

## Недостатки
- Отсутствие кроссплатформенности.
- Текстовый редактор был построен на ANSI SynEdit, поэтому отсутствует поддержка UNICODE.
- На данный момент проект не поддерживается.